# 伏恭
伏恭（前6年—84年），字叔齐，琅邪郡东武（今山东省诸城市）人，东汉經學家、司空。
伏恭是伏生之后，汉光武帝时大司徒伏湛兄伏黯之子。伏黯以明《齐诗》著称，伏恭孝顺，事继母甚谨，幼傳父學，继承父伏黯明《齊詩》，改定章句，省减浮辞，定为二十万言，作《解說》九篇。爲郎。
光武帝建武四年（28年），授剧县（今山东寿光南）令，視事十三年，青州因他惠政公廉举为尤异。建武十七年（41年），伏恭被召到洛阳，参加太常试经，考儒家经典，伏恭名列第一，拜经学博士。遷常山郡（今河北元氏县西北）太守，在常山敦修学校，注重传授学问，因此北方冀州盛行伏氏学。
汉明帝永平二年（59年），代梁松为太仆。两年后代冯鲂拜为司空。汉章帝建初二年（77年）冬行饗禮，尊为三老。在司空位九年，因病上书辞官；期間辟用王景。元和元年（84年）去世，年九十岁。

## 延伸阅读
[在维基数据编辑]
 《後漢書·卷79下》，出自范晔《後漢書》
 《東觀漢記》